# St. Leonard (Maryland)
St. Leonard est une census-designated place située dans le comté de Calvert, dans l’État du Maryland, aux États-Unis. Lors du recensement de 2020, elle comptait 778 habitants.